# دونده (فیلم ۲۰۲۶)
دونده (انگلیسی: Runner) یک فیلم اکشن و دلهره‌آور آمریکایی آماده اکران به کارگردانی اسکات وا با بازی آلن ریچسون، اوون ویلسون، خودریگو سانتورو، لیلا جرج، آدریانا بارازا، سالیوان استیپلتون، پتا سرجنت و جرالدین هیکویل است.

## خلاصه داستان
یک پیک حرفه‌ای ۳ ساعت فرصت دارد تا یک کبد را از بریزبن به گلد کوست منتقل کند.

## ساخت
فیلمبرداری در آوریل ۲۰۲۵ در استرالیا آغاز شد. دن اسپیلو پس از تحقیقات منابع انسانی به دلیل رفتار نامناسب ادعایی از جمله قلدری و فریاد زدن بر سر عوامل فیلم، از سمت تهیه‌کننده برکنار شد.